# Copa América de futsal 2003
Navigation
Championnat CONMEBOL 2000 Copa América 2008
Le Copa América de futsal 2003 est la première édition de la compétition dans sa nouvelle formule, la huitième en prenant en compte ses deux ancêtres.
L'Argentine bat le sptuple tenant du titre brésilien en finale et est sacrée championne d’Amérique du sud pour la première fois de son histoire.

## Préparation de l'évènement

### Contexte
L'édition 2003 est la première de la Copa América de futsal dans cette configuration. Elle est le résultat de la fusion entre le « Taça América » et le Championnat de la CONMEBOL qui s'alterne depuis 1992.
La CONMEBOL décide que les dix équipes en lice (record en termes de participation) disputent cette compétition préliminaire à la Coupe du monde 2004, du 26 août au 1er septembre 2003.

### Ville et salle retenues
La CONMEBOL décide que la compétition se déroule à Asunción (Paraguay), au complexe sportif du Club Sol de América,. Pour la première fois, le tournoi sud-américain de futsal a lieu ailleurs qu'au Brésil.

## Compétition

### Premier tour

#### Groupe A
Lors de la première phase, les triples champions du monde font honneur à leur réputation en dominant largement la Colombie (10-3) et la Bolivie (5-3).
| Rang | Équipe   | Pts | J | G | N | P | Bp | Bc | Diff |
| ---- | -------- | --- | - | - | - | - | -- | -- | ---- |
| 1    | Brésil   | 6   | 2 | 2 | 0 | 0 | 15 | 6  | +9   |
| 2    | Colombie | 3   | 2 | 1 | 0 | 1 | 8  | 7  | +1   |
| 3    | Bolivie  | 0   | 2 | 0 | 0 | 2 | 5  | 15 | -10  |

- 26.08.03 : Colombie  5-2  Bolivie
- 27.08.03 : Brésil  10-3  Bolivie
- 28.08.03 : Brésil  5-3  Colombie

#### Groupe B
Pour accéder au deuxième tour, l’Argentine a à affaire à l’Équateur et au Venezuela. Sans encombre, elle s’impose 6-2 puis 5-1.
| Rang | Équipe    | Pts | J | G | N | P | Bp | Bc | Diff |
| ---- | --------- | --- | - | - | - | - | -- | -- | ---- |
| 1    | Argentine | 6   | 2 | 2 | 0 | 0 | 11 | 3  | +8   |
| 2    | Venezuela | 3   | 2 | 1 | 0 | 1 | 6  | 9  | -3   |
| 3    | Équateur  | 0   | 2 | 0 | 0 | 2 | 6  | 11 | -5   |

- 26.08.03 : Venezuela  5-4  Équateur
- 27.08.03 : Argentine  6-2  Équateur
- 28.08.03 : Argentine  5-1  Venezuela

#### Groupe C
À domicile, le Paraguay prend la première place du Groupe C. Pour cela, il engrange 9 points, fruits de leurs victoires sur le Chili (16-2), l’Uruguay (4-0) et le Pérou (5-2).
| Rang | Équipe   | Pts | J | G | N | P | Bp | Bc | Diff |
| ---- | -------- | --- | - | - | - | - | -- | -- | ---- |
| 1    | Paraguay | 9   | 3 | 3 | 0 | 0 | 25 | 4  | +21  |
| 2    | Uruguay  | 6   | 3 | 2 | 0 | 1 | 12 | 6  | +6   |
| 3    | Pérou    | 3   | 3 | 1 | 0 | 2 | 9  | 12 | -3   |
| 4    | Chili    | 0   | 3 | 0 | 0 | 3 | 6  | 30 | -24  |

- 26.08.03 : Uruguay  4-1  Pérou
- 26.08.03 : Paraguay  16-2  Chili
- 27.08.03 : Chili  3-6  Pérou
- 27.08.03 : Paraguay  4-0  Uruguay
- 28.08.03 : Uruguay  8-1  Chili
- 28.08.03 : Paraguay  5-2  Pérou

### Phase finale

#### Matchs
Lors de la deuxième phase, la bande argentine du capitaine Carlos Sánchez commence par faire match nul contre le Paraguay (2-2). Une victoire sur le Brésil, facile vainqueur de l’Uruguay (8-1) et alors leader du classement, devient un exploit nécessaire.
Le Complejo Deportivo du club Sol de América (Asunción) est donc le théâtre d’un choc au sommet entre les rois du futsal et les Albicelestes. L’affrontement se solde par une victoire 1-0 des protégés de Larrañaga grâce à un but de Marcelo Jiménez. En plus d’offrir une chance de titre aux Argentins, ce résultat marque la première défaite des Auriverdes dans la compétition sud-américaine et leur premier match sans marquer. La formation argentine s’assure le titre en battant l’Uruguay sur le score de 7-4 lors de son dernier match.
Le Brésil obtient la seconde place contre le Paraguay (8-4). Ce dernier, après avoir accroché l'Argentine lors du premier match et écarter l’Uruguay (9-4) dans le second, est quasiment certain de sa qualification avant ce dernier match.
- 30.08.03 : Brésil  8-1  Uruguay
- 30.08.03 : Argentine  2-2  Paraguay
- 31.08.03 : Brésil  0-1  Argentine
- 31.08.03 : Paraguay  9-4  Uruguay
- 01.09.03 : Argentine  7-4  Uruguay
- 01.09.03 : Paraguay  4-8  Brésil

#### Classement
| Rang | Équipe    | Pts | J | G | N | P | Bp | Bc | Diff |
| ---- | --------- | --- | - | - | - | - | -- | -- | ---- |
| 1    | Argentine | 7   | 3 | 2 | 1 | 0 | 10 | 6  | +4   |
| 2    | Brésil    | 6   | 3 | 2 | 0 | 1 | 16 | 6  | +10  |
| 3    | Paraguay  | 4   | 3 | 1 | 1 | 1 | 15 | 14 | +1   |
| 4    | Uruguay   | 0   | 3 | 0 | 0 | 3 | 9  | 24 | -15  |

## Statistiques et bilan
Signataire d’un parcours vierge de toute défaite, l’Argentine dirigée par Fernando Larrañaga prive de sacre les triples champions du monde brésiliens, maîtres incontestés de la discipline. « Dès lors que nous avons battu le Brésil, j’ai su que nous serions champions. Notre équipe a démontré tous les progrès qu’elle a accomplis en huit ans de travail. Nous sommes dans notre meilleure phase, tandis que les autres équipes sont en pleine de rénovation », déclare Larrañaga.
Après un premier tour maîtrisé et malgré le talent de joueurs comme Pablo, Índio (it), Neto et Micky, le Brésil de Fernando Ferretti ne peut faire mieux que la deuxième place, la faute à sa défaite contre l’Argentine.
Le Paraguay profite du soutien de son public pour décrocher une troisième place méritée. Les Guaranís, avec pour atout la magie des trois frères Villalba (Wálter, René et Carlos, meilleur buteur de la compétition), prennent la première place du Groupe C. Pour cela, ils ont engrangé 9 points, fruits de leurs victoires sur le Chili (16-2), l’Uruguay (4-0) et le Pérou (5-2). Les hommes d’Adolfo Ruiz Díaz, en tenant en échec le futur champion (2-2), s'assure sa présence à Chinese Taipei. « Nous avons atteint notre objectif prioritaire, qui était la qualification pour le Championnat du Monde, dont nous avions manqué les deux dernières éditions. Mais nous nous réjouissons également d’être allés loin dans la compétition et d’avoir eu la possibilité de remporter le titre. Nous aurions pu être champions si nous n’avions pas craqué dans les dix dernières minutes de notre [dernière] rencontre contre le Brésil », assurait l’entraîneur paraguayen.